# アラン・ハウザー
アラン・ハウザー（Allan Houser、1914年6月29日- 1994年8月22日）は、アメリカインディアンのチリカウア・アパッチ族の彫刻家、画家。

## 作品
ハウザーは同胞であるアパッチ族インディアンの伝統的な姿を肖像としたブロンズ像や石像、鉄像などで有名であり、又数々のインディアンのテンペラ画も描いている。ニューメキシコ州のサンタフェには肖像が野外展示された「アラン・ハウザー・ミュージアム」がある。
ハウザーの作品群はメトロポリタン美術館、ニューヨーク近代美術館、ワシントンD.C.にある国立アメリカ・インディアン博物館、ホワイトハウスの名誉コレクションにも加えられている。さらにその彫刻は国連前広場から、アメリカ大統領の迎賓館及び副大統領官邸にも飾られている。

## 人物
ジェロニモを大叔父にもつ彼は、1914年6月30日アメリカはオクラホマ州の「シル砦」（ジェロニモの墓がある）のアパッチ族農場に生まれた。父サム・ハウザーはジェロニモの甥で、ジェロニモと共に合衆国政府相手に「アパッチ戦争」を戦ったチリカファ・アパッチのメンバーであり、1886年に合衆国に投降後、ジェロニモと共にフロリダの収容所に収容されていた。ハウザーの父は英語がわかったので、ジェロニモと白人との通訳を務めていた。後に部族は共にフロリダからオクラホマの収容先に送られた。解放後、部族の多くはニューメキシコにいる部族の仲間のところに行ったが、オクラホマにとどまる者も居て、彼の母親も他の者と共にオクラホマでコミュニティを形成し、コミュニティの農場で彼は生まれた。
後に彼はニューメキシコ州のサンタフェにある、サンタフェ・インディアン・スクールで芸術を学び、1936年には賞も受賞するなど有名な学生となった。注目を集めるようになった彼は1939年に芸術活動の場をサンフランシスコ、ワシントンD.C.、シカゴと移した。彼はアメリカ内務省、カンザス州のハスケル・インディアン高校、オクラホマ州会議事堂などの壁画を手がけた。
1954年には、フランスのパルメス・デ・アカデミック賞をフランス政府から贈られた。1951年から1962年にはユタ州はブリガムにあるインターマウンテンのインディアン学校の教授になり、また1960年代から1970年代の13年間にサンタフェのインステュート・オブ・アメリカン・アーツ（IAIA）で教鞭をとった。その後はスタジオで弟子の指導をしていた。1992年にナショナル・メダル・オブ・アーツを受賞し、ブッシュ大統領から記念のメダルを贈られた。1994年8月22日に死亡するまで、アメリカ・インディアンを代表する芸術家として数々の受賞に浴している。息子のフィリップ・ハウザーも父の後を引き継ぎ、インディアン彫刻家となっている。